# Фридонија (Северна Дакота)
Фридонија (енгл. Fredonia) град је у америчкој савезној држави Северна Дакота.

## Демографија
По попису из 2010. године број становника је 46, што је 5 (-9,8%) становника мање него 2000. године.
| Група             | 2000.      | 2010.       |
| Белци             | 49 (96,1%) | 46 (100,0%) |
| Афроамериканци    | 0 (0,0%)   | 0 (0,0%)    |
| Азијати           | 0 (0,0%)   | 0 (0,0%)    |
| Хиспаноамериканци | 2 (3,9%)   | 0 (0,0%)    |
| Укупно            | 51         | 46          |